# The Castells
The Castells waren eine weiße Pop-Gesangsgruppe aus Santa Rosa (Kalifornien). Sie waren Anfang der 1960er Jahre erfolgreich.

## Mitglieder
- Tom Hicks (1958–1965)
- Chuck Girard (1958–1965)
- Warren Hays (1958–1959)
- Jeff Bush (1959–Era)
- Bob Ussery (1959–1963)
- Joe Kelly (1959–1965)
- Greg Van Krugel (1963–1966)

## Geschichte
Die Castells starteten 1958 zunächst als Trio mit Tom Hicks, Chuck Girard und Warren Hays, als diese in Santa Rosa noch die Highschool besuchten. 1959 vervollständigten Bob Ussery und der Pianist Jeff Bush die Gruppe. Nachdem ein Radio-Discjockey auf die Castells aufmerksam geworden war, verschickte er Demobänder der Gruppe an verschiedene Plattenfirmen, von denen sich Era Records aus Hollywood zu einem Vertragsabschluss bereitfand. Zuvor war Warren Hays durch Joe Kelly ersetzt worden, und als Era darauf bestand, der Gruppe einen firmeneigenen Pianisten zur Seite zu stellen, schied auch Jeff Bush aus.
Era Records brachte im Januar 1961 die erste Single mit den Castells heraus. Bereits mit ihrer zweiten Platte kamen sie in die Hot 100 des US-Musikmagazins Billbord. Der Titel Scared stieg bis Platz 20 auf. Auch der Titel der dritten Single, Make Believe Wedding, erreichte die Hot 100, allerdings reichte es nur bis Rang 98. Ähnlich verlief das Jahr 1962. Dem im Frühling erfolgreichen Song So This Is Love, der auf dem 21. Platz landete, folgte im Spätsommer ein Teilerfolg mit Oh! What It Seemed to Be. Die Coverversion des Frank-Sinatra-Erfolges von 1946 kam auf Rang 91. Der Erfolg mit dem Singletitel So This Is Love führte auch zur Veröffentlichung der einzigen Castells-Langspielplatte, die ebenfalls 1962 unter dem gleichen Titel veröffentlicht wurde.
1963 lief nach zehn Single- und einer Langspielplattenproduktion der Vertrag mit der Plattenfirma Era aus. Gleichzeitig schied Bob Ussery bei den Castells aus, er wurde durch Greg Van Krugel ersetzt, ein Schulkamerad von Chuck Girard. Es folgten 1964 drei Singleveröffentlichungen bei Warner Bros. und 1965/66 zwei weitere Singles bei Decca. Sie fanden allesamt beim Publikum keine Resonanz, wie auch die letzte Single der Castells, die nach zweijähriger Pause 1968 bei United Artists erschien. Danach ging die Gruppe auseinander, Chuck Girard veröffentlichte in den 1970er Jahren mehrere Langspielplatten als Solosänger.

## US-Charts bei Billboard
| Einstieg | Titel                | Hot 100 |
| -------- | -------------------- | ------- |
| 05/1961  | Sacred               | 20.     |
| 10/1961  | Make Believe Wedding | 98.     |
| 04/1962  | So This Is Love      | 21.     |
| 08/1962  | Oh! What It Seemed   | 91.     |

## US-Diskografie

### Vinyl-Singles
| A/B-Seite                                              | Katalog-Nr.    | veröffentl. |
| ------------------------------------------------------ | -------------- | ----------- |
|                                                        | Era            |             |
| Little Sad Eyes / Romeo                                | 3038           | 01/1961     |
| Sacred / I Get Dreamy                                  | 3048           | 05/1961     |
| Make Believe Wedding / My Miracle                      | 3057           | 09/1961     |
| The Vision of You / Stiki De Boom Boom                 | 3064           | 11/1961     |
| So This Is Love / On the Street of Tears               | 3073           | 03/1962     |
| Oh ! What It Seemed To Be / Stand There, Mountain      | 3083           | 07/1962     |
| Echoes in the Night / Only One                         | 3089           | 09/1962     |
| Clown Prince / Eternal Love, Eternal Spring            | 3098           | 12/1962     |
| Little Sad Eyes / Initials                             | 3102           | 01/1963     |
| Some Enchanted Evening / What Do Little Girls Dream of | 3107           | 07/1963     |
|                                                        | Warner Bros.   |             |
| I Do / Teardrops                                       | 5421           | 03/1964     |
| Could This Be Magic / Shinny Up Your Own Side          | 5445           | 06/1964     |
| Tell Her If I Could / Love Finds a Way                 | 5486           | 11/1964     |
|                                                        | Decca          |             |
| An Angel Cried / Just Walk Away                        | 31834          | 08/1965     |
| Life Goes On / I Thought You’d Like That               | 31967          | 06/1966     |
|                                                        | United Artists |             |
| Two Lovers / Jerusalem                                 | 50324          | 01968       |

### Langspielplatte
| So This Is Love, Era 109, 1962 |
| Tracks: So This is Love / I Get Dreamy / Some Enchanted Evening / The Vision of You / Stiki De Boom Boom / Make Believe Wedding / Oh! What It Seemed to Be / Sacred / Stand There Mountain / Little Sad Eyes / Clown Prince / Dancing in the Dark |